# Jimmy García
Jimmy García (Barranquilla, 12 de octubre de 1971 - Las Vegas, 19 de mayo de 1995) fue un boxeador colombiano que fue mejor conocido por perder un título superpluma de la CMB ante Gabriel Ruelas y posteriormente morir 13 días después por daño cerebral. La derrota ante Ruelas fue la única derrota por detención en la carrera de García, y la esquina del excampeón colombiano de peso pluma fue criticada por no detener la pelea antes.  La pelea de Ruelas había sido la segunda pelea por el título sin éxito para García, después de haber perdido por decisión unánime ante Genaro Hernández anteriormente. 